# 1963-as Eurovíziós Dalfesztivál
Az 1963-as Eurovíziós Dalfesztivál volt a nyolcadik Eurovíziós Dalfesztivál, melynek az Egyesült Királyság fővárosa, London adott otthont. A helyszín a londoni BBC Televíziós Központ volt.
Az előző évben győztes Franciaország nem élt a rendezés jogával.

## A résztvevők
Nem változott a verseny mezőnye az előző két évhez képest, ugyanaz a 16 ország vett részt ezúttal is.
A brit énekes, Ronnie Carroll sorozatban másodszor képviselte hazáját, és akárcsak egy évvel korábban, ezúttal is a negyedik helyen végzett.

## A verseny
A házigazda BBC szokatlan módon szervezte meg a versenyt, ugyanis ez az egyetlen alkalom, hogy az előadók és a közönség nem ugyanabban a stúdióban kaptak helyet. A korábbi évektől eltérően nagy hangsúlyt fektettek a látványra, mindegyik dal különleges színpadképpel és változatos díszlettel rendelkezett. A színpad átrendezése nagyon gyorsan történt, emiatt az a gyanú is felmerült, hogy az előadásokat nem élőben közvetítették. Ezenkívül úgynevezett boom mikrofonokat használtak, amit a nézők nem láthattak, azt a hatást keltve, hogy az énekesek csak tátognak. Ezt az eljárást később egyszer sem alkalmazták.
Katie Boyle 1960 után másodszor volt műsorvezető.

## A szavazás
A szavazás módja hasonló volt az 1962-ben bevezetetthez, néhány változtatással. A országok már 20-20 zsűritaggal rendelkeztek, és mindegyik zsűritag az általa legjobbnak ítélt öt dalnak adott sorban 5, 4, 3, 2 és 1 pontot. Ezután összeadták a zsűritagok pontjait, és az összesített lista első öt helyezettje kapott 5, 4, 3, 2 és 1 pontot. Egy évvel korábban még csak három dalt pontoztak, de csökkenteni akarták az esélyét, hogy egy dal pont nélkül maradjon.
Első alkalommal fordult elő, hogy a szavazás nem a fellépési sorrenddel ellentétesen, hanem annak megfelelően történt, vagyis az Egyesült Királyság volt az első szavazó és Luxemburg az utolsó. Az izgalmasan alakuló szavazás során két dal váltotta egymást az élen: a svájci és a dán dal végig fej-fej mellett haladt. A győztes dán dal a jugoszláv, a francia, a spanyol és a monacói zsűri kivételével mindegyik országtól kapott pontot, és öt ország zsűrijétől gyűjtötte be a maximális öt pontot.
A szavazás módosítása ellenére ismét négy ország dala maradt pont nélkül: Finnország, Norvégia, Svédország és Hollandia. Hollandia sorozatban másodszor kapott nulla pontot.
A szavazás izgalmasan alakult, hiszen először fordult elő, hogy az utolsó ország pontjainak kihirdetése előtt még nem dőlt el a verseny. Végül Dánia került ki győztesként, két ponttal megelőzve Svájcot. Ez volt az első alkalom, hogy egy duett nyert.
Azonban sokan vitatták a győzelmet. Történt ugyanis, hogy a norvég szóvivő, Roald Øyen rossz sorszámokat társított az országok nevéhez, és a pontokat rossz sorrendben hirdette ki. Katie Boyle műsorvezető a szabályok értelmében megkérte a norvég szóvivőt, hogy az eredmények helyes sorrendben, még egyszer kerüljenek felolvasásra. Roald Øyen erre azt válaszolta, hogy a norvég zsűrit inkább hívják fel később. Másodszorra a norvég szóvivő azonban már más pontszámokat mondott,  mint az első alkalommal, ami a győztes kilétét is megváltoztatta, ezért sokan csalást gyanítottak. Valójában a probléma abból adódott, hogy az első alkalommal a szóvivő még nem végzett a húsz zsűritag pontjainak összeadásával, és csak a részeredményt mondta be.

## Térkép

Részt vevő országok

## Eredmények
| #  | Ország             | Nyelv        | Előadó                   | Dal                             | Magyar fordítás           | Helyezés | Pontszám |
| -- | ------------------ | ------------ | ------------------------ | ------------------------------- | ------------------------- | -------- | -------- |
| 01 | Egyesült Királyság | angol        | Ronnie Carroll           | Say Wonderful Things            | Mondj csodálatos dolgokat | 4.       | 28       |
| 02 | Hollandia          | holland      | Annie Palmen             | Een speeldoos                   | Egy zenedoboz             | 13.      | 0        |
| 03 | Németország        | német        | Heidi Brühl              | Marcel                          | Marcell                   | 9.       | 5        |
| 04 | Ausztria           | német, angol | Carmela Corren           | Vielleicht geschieht ein Wunder | Talán csoda történik      | 7.       | 16       |
| 05 | Norvégia           | norvég       | Anita Thallaug           | Solhverv                        | Napforduló                | 13.      | 0        |
| 06 | Olaszország        | olasz        | Emilio Pericoli          | Uno per tutte                   | Egy mindenkiért           | 3.       | 37       |
| 07 | Finnország         | finn         | Laila Halme              | Muistojeni laulu                | Emlékeim dala             | 13.      | 0        |
| 08 | Dánia              | dán          | Grethe és Jørgen Ingmann | Dansevise                       | Táncdal                   | 1.       | 42       |
| 09 | Jugoszlávia        | szerbhorvát  | Vice Vukov               | Brodovi                         | Hajók                     | 11.      | 3        |
| 10 | Svájc              | francia      | Esther Ofarim            | T’en vas pas                    | Ne menj el                | 2.       | 40       |
| 11 | Franciaország      | francia      | Alain Barrière           | Elle était si jolie             | Olyan szép volt Ő         | 5.       | 25       |
| 12 | Spanyolország      | spanyol      | José Guardiola           | Algo prodigioso                 | Valami csodálatos         | 12.      | 2        |
| 13 | Svédország         | svéd         | Monica Zetterlund        | En gång i Stockholm             | Egyszer Stockholmban      | 13.      | 0        |
| 14 | Belgium            | holland      | Jacques Raymond          | Waarom?                         | Miért?                    | 10.      | 4        |
| 15 | Monaco             | francia      | Françoise Hardy          | L’amour s’en va                 | Elmúlik a szerelem        | 5.       | 25       |
| 16 | Luxemburg          | francia      | Nána Múszhuri            | À force de prier                | Az imádság erejével       | 8.       | 13       |

## Ponttáblázat
|                    | Zsűrik             | Zsűrik    | Zsűrik      | Zsűrik   | Zsűrik   | Zsűrik      | Zsűrik     | Zsűrik | Zsűrik      | Zsűrik | Zsűrik        | Zsűrik        | Zsűrik     | Zsűrik  | Zsűrik | Zsűrik    | Zsűrik |
| Össz               | Egyesült Királyság | Hollandia | Németország | Ausztria | Norvégia | Olaszország | Finnország | Dánia  | Jugoszlávia | Svájc  | Franciaország | Spanyolország | Svédország | Belgium | Monaco | Luxemburg |        |
| ------------------ | ------------------ | --------- | ----------- | -------- | -------- | ----------- | ---------- | ------ | ----------- | ------ | ------------- | ------------- | ---------- | ------- | ------ | --------- | ------ |
| Egyesült Királyság | 28                 |           | 3           |          |          | 5           |            | 3      | 3           | 3      |               | 3             | 5          | 2       |        | 1         |        |
| Hollandia          | 0                  |           |             |          |          |             |            |        |             |        |               |               |            |         |        |           |        |
| Németország        | 5                  |           |             |          |          | 2           |            |        |             |        |               |               |            |         |        | 3         |        |
| Ausztria           | 16                 | 4         |             |          |          |             |            | 4      | 1           |        |               | 2             |            | 3       | 2      |           |        |
| Norvégia           | 0                  |           |             |          |          |             |            |        |             |        |               |               |            |         |        |           |        |
| Olaszország        | 37                 | 2         | 1           |          |          | 3           |            | 2      | 5           | 4      | 5             |               | 3          |         | 3      | 5         | 4      |
| Finnország         | 0                  |           |             |          |          |             |            |        |             |        |               |               |            |         |        |           |        |
| Dánia              | 42                 | 3         | 5           | 2        | 3        | 4           | 2          | 5      |             |        | 3             |               |            | 5       | 5      |           | 5      |
| Jugoszlávia        | 3                  |           |             |          |          |             |            |        |             |        |               | 1             | 2          |         |        |           |        |
| Svájc              | 40                 | 5         |             | 4        | 5        | 1           | 5          |        | 4           |        |               |               | 4          | 1       | 4      | 4         | 3      |
| Franciaország      | 25                 |           | 4           | 1        | 2        |             | 4          |        |             | 5      | 4             |               | 1          |         | 1      | 2         | 1      |
| Spanyolország      | 2                  |           |             |          |          |             |            |        |             | 2      |               |               |            |         |        |           |        |
| Svédország         | 0                  |           |             |          |          |             |            |        |             |        |               |               |            |         |        |           |        |
| Belgium            | 4                  |           |             |          | 4        |             |            |        |             |        |               |               |            |         |        |           |        |
| Monaco             | 25                 | 1         | 2           | 5        | 1        |             | 3          |        |             | 1      | 1             | 5             |            | 4       |        |           | 2      |
| Luxemburg          | 13                 |           |             | 3        |          |             | 1          | 1      | 2           |        | 2             | 4             |            |         |        |           |        |

## Visszatérő előadók
| Előadó         | Ország             | Előző év(ek) |
| -------------- | ------------------ | ------------ |
| Ronnie Carroll | Egyesült Királyság | 1962         |

## A szavazás és a nemzetközi közvetítések

### Pontbejelentők
| 1. Egyesült Királyság – Nicholas Parsons 2. Hollandia – Pim Jacobs 3. Németország – ismeretlen 4. Ausztria – ismeretlen 5. Norvégia – Roald Øyen 6. Olaszország – Enzo Tortora 7. Finnország – Poppe Berg 8. Dánia – ismeretlen | 1. Jugoszlávia – Miloje Orlović 2. Svájc – Alexandre Burger 3. Franciaország – ismeretlen 4. Spanyolország – ismeretlen 5. Svédország – Edvard Matz 6. Belgium – ismeretlen 7. Monaco – ismeretlen 8. Luxemburg – ismeretlen |

### Kommentátorok
| Ausztria           | Hanns Joachim Friedrichs                  | ORF                            |
| Belgium            | Pierre Delhasse (franciául)               | RTB                            |
| Belgium            | Herman Verelst és Denise Maes (hollandul) | BRT                            |
| Dánia              | Ole Mortensen                             | DR TV                          |
| Egyesült Királyság | David Jacobs (televízió)                  | BBC TV                         |
| Egyesült Királyság | Michael Aspel (rádió)                     | BBC Light Programme            |
| Finnország         | Aarno Walli                               | Suomen Televisio               |
| Franciaország      | Pierre Tchernia                           | RTF                            |
| Hollandia          | Willem Duys                               | NTS                            |
| Jugoszlávia        | Ljubomir Vukadinović                      | Televizija Beograd             |
| Jugoszlávia        | Gordana Bonetti                           | Televizija Zagreb              |
| Jugoszlávia        | Tomaž Terček                              | Televizija Ljubljana           |
| Luxemburg          | Pierre Tchernia                           | Télé-Luxembourg                |
| Monaco             | Pierre Tchernia                           | Télé Monte-Carlo               |
| Németország        | Hanns-Joachim Friedrichs                  | Deutsches Fernsehen            |
| Norvégia           | Øivind Johnsen                            | NRK, NRK P1                    |
| Olaszország        | Renato Tagliani                           | Programma Nazionale            |
| Spanyolország      | Federico Gallo                            | TVE                            |
| Svájc              | Theodor Haller (németül)                  | TV DRS                         |
| Svájc              | Georges Hardy (franciául)                 | TSR                            |
| Svájc              | Renato Tagliani (olaszul)                 | TSI                            |
| Svédország         | Jörgen Cederberg                          | Sveriges TV, Sveriges Radio P1 |